# Metallata saturata
Metallata saturata là một loài bướm đêm trong họ Erebidae.